# Kongonattskärra
Kongonattskärra (Caprimulgus batesi) är en fågel i familjen nattskärror.

## Utbredning
Fågeln förekommer i Kongobäckenet (södra Kamerun till norra Gabon, östra Demokratiska republiken Kongo och västra Uganda).

## Status och hot
Arten har ett stort utbredningsområde, men tros minska i antal, dock inte tillräckligt kraftigt för att den ska betraktas som hotad. Internationella naturvårdsunionen IUCN listar arten som livskraftig (LC).

## Namn
Fågelns vetenskapliga artnamn hedrar George Latimer Bates (1863-1940), amerikansk ornitolog och samlare verksam i Gabon, Franska Kongo och Kamerun 1895-1928. Fram tills nyligen kallades den även batesnattskärra på svenska, men justerades 2022 till ett enklare och mer informativt namn av BirdLife Sveriges taxonomikommitté.